# Wario Land: The Shake Dimension
Wario Land: The Shake Dimension (in de Verenigde Staten: Wario Land: Shake It! en in Japan: ワリオランドシェイク; Wario Land: Shake) is een platformcomputerspel voor de Wii, ontwikkeld door het Japanse bedrijf Good-Feel en uitgegeven door Nintendo. Het spel is het officiële vervolg op Wario Land 4 en tevens het vijfde spel uit de serie van Wario Land.

## Plot
Nadat Captain Syrup erachter komt dat koningin Merelda en haar Merfles gevangen zijn genomen door koning Shake, roept zij de hulp in van Wario. Hij raakt geïnteresseerd in de bodemloze geldzak en volgt de ontsnapte Merfle naar de Shake Dimension.

## Gameplay
The Shake Dimension is een side-scrolling platformspel waarin de speler Wario bestuurt. Hij moet zich een weg banen door vijf continenten, die elk weer zes levels en een eindbaas bevatten. Het spel wordt gespeeld door de Wii Remote horizontaal te houden. Ook kan er met de Wii Remote geschud worden voor extra interacties in het spel. Wario kan ook vijanden oppakken en geldzakken schudden voor extra munten. In het spel bevinden zich ook levels met een voertuig, hierbij moet eveneens de beweging van de Wii Remote worden gebruikt.
In elk level moet Wario de Merfles zien te bevrijden die zijn gevangen aan het eind van het veld. Na het bevrijden begint een tijdklok te tikken, waarbij Wario moet haasten om weer terug te keren naar het begin. Een level kan meerdere keren worden gespeeld. Andere doelen in elk veld zijn zoveel mogelijk munten verzamelen, en de drie verborgen schatten vrij te spelen. Met het verdiende geld kunnen voorwerpen worden gekocht bij Captain Syrup.

## Ontvangst
| Beoordeeld door                | Jaar | Score |
| ------------------------------ | ---- | ----- |
| IGN                            | 2008 | 84%   |
| Game Revolution                | 2008 | 83%   |
| Adrenaline Vault, The (AVault) | 2008 | 80%   |
| G4 TV: X-Play                  | 2008 | 80%   |
| GameZone                       | 2008 | 75%   |
| Kombo.com                      | 2008 | 75%   |
| Good Game                      | 2008 | 75%   |
| videogamer.com                 | 2008 | 70%   |
| Gemakei (formerly Zentendo)    | 2008 | 70%   |
| 1UP                            | 2008 | 58%   |